# 1985 a sportban
1985 legfontosabb sporteseményei a következők voltak:
- január 17–27. Északisí-világbajnokság, Seefeld
- január 31. – február 10. Alpesisí-világbajnokság, Bormio
- február 4–10. Műkorcsolya-Európa-bajnokság, Göteborg
- február 10–17. Biatlon-világbajnokság, Ruhpolding
- február 15. A 48. játszma után félbeszakítják az 1984. szeptember 10-én kezdődött Karpov–Kaszparov sakkvilágbajnoki döntőt.
- február 16–17. Férfi gyorskorcsolya-világbajnokság, Hamar
- február 16–24. Téli universiade, Belluno
- február 22–23. Női gyorskorcsolya-világbajnokság, Assen
- február 23–24. Gyorskorcsolya-sprintvilágbajnokság, Heerenveen
- március 2–3. Fedett pályás atlétikai Európa-bajnokság, Athén
- március 2–4. Légfegyveres-Európa-bajnokság, Várna
- március 4–9. Műkorcsolya-világbajnokság, Tokió
- március 14–17. Sírepülő-világbajnokság, Planica
- március 24. Mezeifutó-világbajnokság, Lisszabon
- március 21–31. Jégkorong-világbajnokság, B csoport, Fribourg
- március 28. – április 7. Asztalitenisz-világbajnokság, Göteborg
- április 17 – május 5. jégkorong-világbajnokság, A csoport, Prága
- április 20–23. Légfegyveres-világbajnokság, Mexikóváros
- április 23–28. Birkózó-Európa-bajnokság, Lipcse
- április 23. – május 12. Vuelta
- május 9–12. Cselgáncs-Európa-bajnokság, Hamar
- május 11–12. Női tornász-Európa-bajnokság, Helsinki
- május 16–18. Sportakrobatika-Európa-bajnokság, Augsburg
- május 16. – június 9. Giro d’Italia
- május 17–27. Vitorlázó-Európa-bajnokság, soling osztály, Balatonfüred
- május 22–26. Súlyemelő-Európa-bajnokság, Katowice
- május 25. – június 2. Ökölvívó-Európa-bajnokság, Budapest
- június 1–2. Férfi tornász-Európa-bajnokság, Oslo
- június 5–16. Férfi kosárlabda-Európa-bajnokság, Karlsruhe, Leverkusen, Stuttgart
- június 28. – július 21. Tour de France
- július 1–10. Vitorlázó-világbajnokság, repülő hollandi osztály, Gargano-félsziget
- július 3–13. Vitorlázó-Európa-bajnokság, 470-es osztály, Koper
- július 6–14. Vitorlázó-világbajnokság, windlinger osztály, Tallinn
- július 7. Taróczy Balázs – Heinz Günthardttal – megnyeri a férfi párost Wimbledonban
- július 12–21. Vívó-világbajnokság, Barcelona
- augusztus 3–11. Úszó-, mű- és toronyugró-, vízilabda-Európa-bajnokság, Szófia
- augusztus 8–11. Kötöttfogású birkózó-világbajnokság, Kolbotn
- augusztus 15–18. Kajak-kenu világbajnokság, Mechelen
- augusztus 21–24. Öttusa-világbajnokság, Melbourne
- augusztus 18–23. Vitorlázó-Európa-bajnokság, csillaghajó osztály, Hellerup
- augusztus 22–27. Pályakerékpáros-világbajnokság, Bassano del Grappa
- augusztus 23–31. Súlyemelő-világbajnokság, Södertälje
- augusztus 25.–3. Nyári universiade, Kóbe
- augusztus 26. – szeptember 1. Evezős-világbajnokság, Mechelen
- augusztus 28–31. Országúti kerékpáros-világbajnokság, Giavera del Montello
- augusztus 30. – szeptember 1. Kettesfogathajtó-világbajnokság, Sandringham
- szeptember 1–10. Koronglövő-világbajnokság, Montecatini
- szeptember 3–12. Sportlövő-Európa-bajnokság, Eszék
- szeptember 3. – november 9. Sakkvilágbajnoki párosmérkőzés Moszkvában Garri Kaszparov és Anatolij Karpov között, amelyen Kaszparov megszerzi a világbajnoki címet
- szeptember 6–7. Tájfutó-világbajnokság, Bendigo
- szeptember 7–15. Vitorlázó-Európa-bajnokság, finn dingi osztály, Faliron
- szeptember 8–15. Női kosárlabda-Európa-bajnokság, Treviso, Vicenza
- szeptember 26–29. Cselgáncs-világbajnokság, Szöul
- szeptember 29. – október 6. Férfi és női röplabda-Európa-bajnokság, Voorburg, Zwolle, ’s-Hertogenbosch, Amszterdam, Groningen, Beverwijk, Enschede, Leeuwarden, Arnhem, Sittard
- október 10–13. Szabadfogású birkózó-világbajnokság, Budapest
- október 10–13. Ritmikusgimnasztika-világbajnokság, Valladoid
- november 3–10. Tornász-világbajnokság, Montréal
- november 3. Alain Prost nyeri a Formula–1-es világbajnokságot a McLaren csapattal

## Születések
- január 1. – Steven Davis, északír labdarúgó
- január 2.
  - Henrik Møllgaard, olimpiai bajnok dán válogatott kézilabdázó
  - Teng Haj-pin, kínai tornász
- január 7. – Lewis Hamilton, világbajnok brit Formula–1-es autóversenyző
- január 11. – Nakadzsima Kazuki, Le Mans-i 24 órás verseny győztes japán autóversenyző, Formula–1-es pilóta
- január 12. – Borja Valero, spanyol válogatott labdarúgó
- január 13.
  - Sol Bamba, elefántcsontparti válogatott labdarúgó
  - Adam Batirov, Ázsia-bajnok orosz-bahreini szabadfogású birkózó
  - Renal Ramilevics Ganyejev, Európa-bajnok, világbajnoki ezüstérmes, olimpiai bronzérmes orosz tőrvívó
- január 14. – Nagyezsda Anatoljevna Koszinceva, orosz sakknagymester (GM) (2011), női nagymester (WGM) (2002)
- január 15. – Duško Tošić, szerb válogatott labdarúgó
- január 19.
  - Olga Nyikolajevna Kanyiszkina, olimpiai és világbajnok orosz távgyalogló
  - Alper Uçar, török műkorcsolyázó
  - Grzegorz Mokry, lengyel labdarúgóedző
- január 21. – Adrian Lewis, világbajnok angol dartsjátékos
- január 27. – Karim el-Ahmadi, holland születésű marokkói válogatott labdarúgó
- február 1. – Dean Shiels, északír válogatott labdarúgó
- február 5. – Cristiano Ronaldo, Aranylabdás, Európa-bajnok portugál válogatott labdarúgó
- február 10. – Anette Sagen, norvég síugró
- február 11. – Casey Dellacqua, ausztrál teniszezőnő
- február 15.
  - Nakaoka Maiko, japán válogatott labdarúgó
  - Gøril Snorroeggen, olimpiai, világ- és Európa-bajnok norvég válogatott kézilabdázó
- február 16. – Brana Ilić, szerb válogatott labdarúgó
- február 19. – Raymond Sawada, kanadai jégkorongozó
- február 25. – Adrian Matei, román műkorcsolyázó
- február 28.
  - Jelena Janković, szerb hivatásos teniszezőnő
  - Osváth Richárd, paralimpiai ezüst- és bronzérmes, világ- és Európa-bajnok romániai magyar kerekesszékes vívó
- március 1. – Mugurel Dedu, román labdarúgó
- március 2.
  - Reggie Bush, amerikaifutball-játékos
  - Ha Deszong, dél-koreai válogatott labdarúgó
- március 4. – Olga Szergejevna Akopjan, olimpiai és világbajnok orosz válogatott kézilabdázó
- március 7. – Gerwyn Price, walesi dartsjátékos
- március 8. – Ferne Snoyl, holland labdarúgó
- március 9.
  - Anton Volodimirovics Kovalevszkij, ukrán műkorcsolyázó, olimpikon
  - Georgie Welcome, hondurasi válogatott labdarúgó
- március 11. – Franco Lalli, kanadai labdarúgó
- március 12. – Alekszandr Jevgenyjevics Buharov, orosz válogatott labdarúgó
- március 13. – Joseph Ngalle, kameruni labdarúgó
- március 15. – Antti Autti, finn hódeszkás
- március 19. – Beatriz Fernández, olimpiai bronzérmes, Európa-bajnoki ezüstérmes spanyol kézilabdázó
- március 20. – Antal Gergely, sakkozó, nemzetközi nagymester
- március 24.
  - Gabriel Achilier, ecuadori válogatott labdarúgó
  - Jen Ming-jung, kínai tornász
- március 27.
  - Guillaume Joli, olimpiai, világ- és Európa-bajnok francia válogatott kézilabdázó
  - Danny Vukovic, ausztrál válogatott labdarúgó
- április 2. – Stéphane Lambiel, svájci műkorcsolyázó
- április 6. – Sergei Kotov, izraeli műkorcsolyázó
- április 8. – Kiss Boldizsár, magyar úszó
- április 9. – Stephen Bunting, angol dartsjátékos
- április 10. – Igor Macypura, szlovén műkorcsolyázó
- április 11. – Luis Arcángel Ramos Colón, hondurasi labdarúgó
- április 12. – Şəhriyar Məmmədyarov, azeri sakkozó, nemzetközi nagymester
- április 14. – Christoph Leitgeb, osztrák válogatott labdarúgó
- április 16. – Andreas Granqvist, svéd válogatott labdarúgó
- április 19. – Dancs Roland, magyar labdarúgó
- április 20. – Zana Norbert, magyar labdarúgó
- április 22. – Amano Miszaki, japán válogatott labdarúgó
- április 25. – Giedo van der Garde, holland autóversenyző, Formula–1-es pilóta
- május 2. – Sarah Hughes, amerikai műkorcsolyázó
- május 5. – Emanuele Giaccherini, olasz válogatott labdarúgó
- május 6. – Anouk Hoogendijk, holland női válogatott labdarúgó
- május 7. – Tonje Nøstvold, olimpiai, világ- és Európa-bajnok norvég válogatott kézilabdázó
- május 8. – Silvia Stroescu, olimpiai, világ- és Európa-bajnok bajnok román tornász
- május 10. – Jórgosz Pelajíasz, ciprusi válogatott labdarúgó
- május 16. – Kazi Tamás, magyar középtávfutó
- május 20. – Takács Orsolya, világ- és Európa-bajnok magyar vízilabdázó
- május 21. – Mark Cavendish, brit kerékpáros
- május 23. – Tejmuraz Gabasvili, grúz származású orosz hivatásos teniszező
- május 27. – Marko Anttila, olimpiai és világbajnok finn válogatott jégkorongozó
- május 30. – Szon Jonggi, Ázsia-bajnok dél-koreai tőrvívó
- június 1. – Tirunesh Dibaba, etióp atléta
- június 6. – Heiki Nabi, világbajnok és olimpiai ezüstérmes észt kötöttfogású birkózó
- június 14. – Juuso Hietanen, olimpiai bajnok és bronzérmes, világbajnoki ezüstérmes finn válogatott jégkorongozó
- június 17. – Márkosz Pagdatísz, ciprusi teniszező
- június 27. – Szvetlana Alekszandrovna Kuznyecova, orosz teniszező
- június 28. – Phillip Bardsley, angol labdarúgó
- július 7. – Tóth Ádám, jégtáncos
- július 9. – Alekszej Boriszovics Cseremiszinov, olimpiai, világ- és Európa-bajnok orosz tőrvívó
- július 19. – Csikós Sándor, magyar labdarúgó
- július 26. – Andrei Griazev, orosz műkorcsolyázó Andrei Griazev

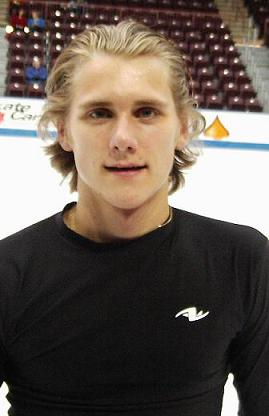
Andrei Griazev

- július 29. – Jonathan Maidana, argentin válogatott labdarúgó
- július 30. – Chris Guccione, ausztrál teniszező
- július 31. – Marcos Danilo Padilha, brazil labdarúgókapus († 2016)
- augusztus 2. – Marin Šego, bosnyák származású horvát válogatott kézilabdázó, kapus
- augusztus 8. – Berkes Ferenc, nemzetközi sakknagymester, ifjúsági világbajnok, hatszoros magyar bajnok
- augusztus 16. – Paolo Bacchini, olasz műkorcsolyázó
- augusztus 22. – Csida Kenta, olimpiai ezüstérmes japán tőrvívó
- augusztus 30. – Anna Jurijivna Usenyina, ukrán sakkozó, női sakkvilágbajnok (2012–2013)
- augusztus 30. – Cosmin Giura, román labdarúgó
- szeptember 2. – Nagy Sándor, ukrán–magyar labdarúgókapus
- szeptember 8. – Bedák Pál, ökölvívó
- szeptember 9. – Sacha Kljestan, amerikai válogatott labdarúgó
- szeptember 10. – Werner Meyer, olimpiai bronzérmes svájci kézilabdázó (* 1914)
- szeptember 12. – Davor Štefanek, olimpiai és világbajnok szerb kötöttfogású birkózó
- szeptember 14. – Anđelo Šetka, világliga-győztes, olimpiai ezüstérmes, világbajnoki ezüst- és bronzérmes horvát válogatott vízilabdázó
- szeptember 15. – Mihai Dina, román labdarúgó
- szeptember 17. – Alekszandr Mihajlovics Ovecskin, világbajnok és Stanley-kupa-győztes orosz válogatott jégkorongozó
- szeptember 20. – Alban Préaubert, francia műkorcsolyázó
- szeptember 23. – Kavaszumi Nahomi, japán válogatott labdarúgó
- szeptember 26. – Freud Gábor, magyar labdarúgó
- szeptember 27. – Ibrahim Touré, elefántcsontparti labdarúgó († 2014)
- szeptember 28. – Frankie Gavin, brit amatőr ökölvívó
- október 1. – Amin Askar, etióp születésű norvég korosztályos válogatott labdarúgó
- október 2. – George Boyd, skót válogatott labdarúgó
- október 7. – Jana Hohlova, világbajnoki bronzérmes, Európa-bajnok orosz jégtáncosnő, olimpikon
- október 12.
  - Michelle Carter, olimpiai bajnok amerikai súlylökőnő
  - Darázs Péter, magyar gyorskorcsolyázó
- október 14. – Manuel Belletti, olasz profi kerékpáros
- október 16. – Minamijama Csiaki, japán válogatott labdarúgó
- október 20. – Romain Blary, francia válogatott vízilabdázó
- október 23. – Sabina Cojocar, világ- és többszörös junior Európa-bajnok román tornász
- október 24. – Wayne Rooney, UEFA-bajnokok ligája, Európa-liga, és FIFA-klubvilágbajnokság-győztes angol válogatott labdarúgó
- október 25. – Arkadij Naiditsch, lett-német-azerbajdzsán sakkozó, nemzetközi nagymester
- október 30.
  - Ragnar Klavan, észt válogatott labdarúgó
  - Andreas Ulmer, osztrák válogatott labdarúgó
- november 11. – Osvaldo Alonso, kubai válogatott amerikai labdarúgó
- november 13. – Andrea Kobetić, horvát válogatott kézilabdázó
- november 16. – Kim Huybrechts, belga dartsjátékos
- november 25.
  - Marit Malm Frafjord, olimpiai, világ- és Európa-bajnok norvég válogatott kézilabdázó
  - Óta Júki, világbajnok, olimpiai ezüstérmes japán tőrvívó
  - Szató Eriko, japán válogatott labdarúgó
- november 28. – Andreas Aren, svéd síugró
- december 3.
  - Cseh László, olimpiai ezüst- és bronzérmes, világ- és Európa-bajnok, százszoros magyar bajnok úszó
  - Josep Gómes, andorrai válogatott labdarúgókapus
- december 5. – André-Pierre Gignac, Európa-bajnoki ezüstérmes és CONCACAF-bajnokok ligája-győztes francia válogatott labdarúgó, olimpikon
- december 8. – Andrei Prepeliță, román válogatott labdarúgó
- december 12. – Guilherme Alvim Marinato, brazil születésű orosz válogatott labdarúgó
- december 16. – James Nash, brit autóversenyző
- december 19.
  - Andrea Baldini, olimpiai, világ- és Európa-bajnok olasz tőrvívó
  - Christian Sprenger, olimpiai ezüstérmes és világbajnok ausztrál úszó
- december 24.
  - Teresa Frassinetti, olasz válogatott vízilabdázónő
  - David Ragan, amerikai NASCAR-versenyző
- december 25. – Samsal Dalibor, horvát-magyar alpesisíző, olimpikon
- december 27. – Jérôme d’Ambrosio, belga autóversenyző

## Halálozások
- január 1. – Knud Vermehren, olimpiai bajnok dán tornász (* 1890)
- január 11.
  - Josef Čtyřoký, csehszlovák válogatott labdarúgó (* 1906)
  - Edgar Reinhardt, olimpiai- és világbajnok német kézilabdázó (* 1914)
- február 4. – Nicolas Hoydonckx, belga válogatott labdarúgó, olimpikon (* 1900)
- február 10. – Egri Ferenc, magyar labdarúgó (* 1897)
- február 24. – Kael Anna, magyar olimpikon tornász, atléta, kosárlabda sportoló, egyetemi tanár (* 1908)
- február 26. – George Uhle, World Series bajnok amerikai baseballjátékos (* 1898)
- március 18. – Myrtle Cook, olimpiai bajnok kanadai atléta (* 1902)
- március 22. – Abbe Jansson, Európa-bajnok svéd jégkorongozó, olimpikon (* 1897)
- március 31. – Erik Burman, Európa-bajnok és kétszeres olimpikon svéd jégkorongozó, bandyjátékos (* 1897)
- május 14. – Ladislav Ženíšek, világbajnoki ezüstérmes csehszlovák válogatott labdarúgó, edző, (* 1904)
- május 30. – Gustav Jaenecke, Európa-bajnok és bronzérmes, világbajnoki ezüst- és bronzérmes és olimpiai bronzérmes német jégkorongozó, teniszező, olimpikon († 1908)
- június 15. – Andy Stanfield, olimpiai bajnok amerikai atléta (* 1927)
- július 2. – David Purley, brit autóversenyző, Formula–1-es pilóta (* 1945)
- július 27. – Smoky Joe Wood, World Series bajnok amerikai baseballjátékos (* 1889)
- augusztus 11. – Drapál János, magyar motorkerékpár-versenyző (* 1948)
- augusztus 12. – Manfred Winkelhock, német autóversenyző, Formula–1-es pilóta (* 1951)
- augusztus 29. – Michel Pécheux, olimpiai és világbajnok francia tőr- és párbajtőrvívó (* 1911)
- augusztus 30. – Cornelius Righter, olimpiai bajnok amerikai rögbijátékos (* 1897)
- szeptember 8. – Ambrózi Jenő, magyar súlyemelő, edző (* 1918)
- október 14. – Ossie Bluege, World Series bajnok amerikai baseballjátékos (* 1900)
- október 21. – Jens Lambæk, olimpiai ezüstérmes dán tornász (* 1899)
- október 25. – Hans Trauttenberg, Európa-bajnok és világbajnoki bronzérmes osztrák jégkorongozó, olimpikon (* 1909)
- november 19. – Bobby Breiter, olimpiai és világbajnoki bronzérmes, Európa-bajnoki ezüstérmes, nemzeti bajnok svájci jégkorongozó (* 1909)
- november 24. – George Raynor, angol labdarúgó, olimpiai bajnok szövetségi kapitány (* 1907)
- december 8. – Bill Wambsganss, World Series bajnok amerikai baseballjátékos (* 1894)
- december 16. – Phil Clark, olimpiai bajnok amerikai rögbijátékos (* 1898)
- december 23. – Prince Bira, thaiföldi autóversenyző, Formula–1-es pilóta (* 1914)